# Prevocacionales ipn
El Instituto Politécnico Nacional agrupó dentro de sus filas a varios centros de enseñanza técnica que recibían a estudiantes egresados de la educación básica con el fin de que estos llegaran altamente preparados al ingresar a la educación superior.
Para ello diseñó un plan de 4 años para educación media, de los cuales dos correspondían a la prevocacional y dos a vocacional.

## Antecedentes
Con el fin de consolidar un modelo de educación técnico sobre la base de patrones europeos, se generó el modelo de preparatoria técnica por parte de la SEP, que con la creación del IPN fueron consolidadas a su cargo.
El objetivo de estas escuelas era tener un centro de formación para alumnos egresados de la educación primaria con formación en matemáticas, ciencias y el uso de laboratorios, para llegar preparados a las escuelas superiores.

## Escuelas

### Ciudad de México
La primera prevocacional fue creada el 3 de septiembre de 1934. En el edificio ubicado en la calle de la Estrella, número 10.
La segunda prevocacional inicio cursos el 22 de julio de 1935 en Mar Mediterráneo 227, Tacuba.
El 3 de agosto de 1935 inició la tercera prevocacional en Tacubaya, en la calle Carlos B. Zetina e Industria de la Ciudad de México.
La cuarta prevocacional fue creada en 1937 en la avenida Juárez 29 de Coyoacán.
En el mismo año las escuelas de comercio y costura integraron las prevocacionales 5 y 6.
En 1938 se añadieron la prevocacionales 7 y 8.

### Resto del país
Se crearon once escuelas en el resto de la república: Campeche, 2 en Chiapas, Durango, Jalisco, Michoacán, Oaxaca, 2 en Puebla, Sinaloa y Sonora.

## Conflictos y Cierre
En 1938 la SEP ordenó que todas las escuelas prevocacionales, secundarias y nocturnas deberían tener el mismo plan de estudios, afectando de esta manera la formación técnica con las que fueron creadas.
En 1941 la ley Orgánica de Educación Pública no tenía contemplado a las prevocacionales como parte del sistema educativo. Por lo que los estudiantes tomaron huelga hasta que el presidente Manuel Ávila Camacho intervino.
Las escuelas dentro del Distrito Federal serían reconocidas pero deberían integrarse gradualmente como vocacionales y las escuelas en otros estados dejaron de ser parte del IPN.